# دائرة مول سانت نيكولاس
دائرة مول سانت نيكولاس هي إحدى الدوائر الثلاث في الإدارة الشمال غربية في هايتي، يبلغ عدد سكانها 169,238 في إحصائيات أغسطس 2003، تتبعها أربع بلديات، ورمزها البريدي يبدأ بالرقم 33.